# لويغي جوليانو
لويغي جوليانو (بالإيطالية: Luigi Giuliano)‏ (16 أغسطس 1930 بفيرتشيلي في إيطاليا - 23 ديسمبر 1993 بروما في إيطاليا) هو لاعب كرة قدم إيطالي في مركز الوسط. شارك مع منتخب إيطاليا لكرة القدم. أما مع النوادي، فقد لعب مع نادي برو فيرتشيلي ونادي تورينو ونادي روما.

## وصلات خارجية
- لويغي جوليانو على موقع قاعدة بيانات كرة القدم.إي يو (الإنجليزية)
- لويغي جوليانو على موقع ناشيونال فوتبول تيمز (الإنجليزية)
- لويغي جوليانو على موقع عالم كرة القدم.نت (الإنجليزية)